# Kriegerdenkmal (Spirkelbach)
Das Kriegerdenkmal in Spirkelbach ist ein denkmalgeschütztes Bauwerk.

## Lage
Das Bauwerk befindet sich in der örtlichen Hauptstraße beim Haus mit der Nummer 17.

## Geschichte
Das Bauwerk gedenkt der Gefallenen des Ersten Weltkriegs.

## Typologie
Das Denkmal gehört zu den solchen, die sich in ihren Inschriften auf religiöse Motive beziehen. Der Spruch auf dem Monument lautet: »ALLE DIE GEFALLEN IN MEER UND LAND | SIND GEFALLEN IN GOTTES HAND«. Hier ist klar erkennbar, dass Religion zwar als Trost gesehen wird – ohne aber die Gefallenen in blasphemischer Weise christusgleich zu überhöhen.